# Rio Pretinho
Rio Pretinho é um distrito do município brasileiro de Teófilo Otoni, no interior do estado de Minas Gerais. Segundo o censo demográfico de 2022, realizado pelo Instituto Brasileiro de Geografia e Estatística (IBGE), sua população era de 1 180 habitantes e havia 421 domicílios particulares permanentes ocupados. Possui área de 289,22 km² conforme a Fundação João Pinheiro (FJP). Foi criado pela lei estadual nº 6.769 de 13 de maio de 1976.
De acordo com o IBGE, em 2010 a população era de 1 721 habitantes e havia 695 domicílios particulares.